# Wanzai
A Wanzai County (em chinês 万载县) é um município de Yichun, da província de Jiangxi, na China. Possui uma área de 1.718 km² e a população é de 460.000.  A cidade figura na posição de #320 no ranking nacional de economia. A área de Wanzai começou a ser colonizada há cerca de 3000 anos. Tornou-se próspera principalmente nas dinastias Ming e Qing.